# کاملیا ژاپنی
کاملیا ژاپنی
گونه‌ای از جنس کاملیا در خانواده چاییان یک گونه شناخته‌شده از کاملیا است. این گل در برخی نقاط جهان به نام گل رز زمستان شناخته می‌شود
و درختچه‌ای بومی ژاپن، کره جنوبی و چین است. گل کاملیا گل رسمی ایالت آلاباما است.
گل کاملیا درختی از تیره ترنسترومیاسه‌ها است که اگر در نارنجستان کاشته شود تا ۶ متر قد می‌کشد. از این گل گونه‌های زیادی بدست آمده‌است. برگ‌هایش دایمی و براق و گل‌هایش به رنگ قرمز - سفید - صورتی - ابلق یا راه راه بیمه پرپر است که فصل زمستان باز می‌شود.
گل کاملیا را در نواحی مرطوب و گرم به خوبی می‌توان در هوای آزاد کاشت ولی در نواحی معتدل سرد جزو گل‌های گلخانه سرد است.
گل کاملیا ژاپنی در بین گیاهان وحشی در سرزمین اصلی چین (شاندونگ، شرق ژجیانگ)، تایوان، کره و جنوب ژاپن یافت می‌شود و معمولاً در جنگلها رشد می‌کند.
معمولاً بین ۱٫۵ تا ۶ متر رشد می‌کند، اما گاهی تا ۱۱ متر هم می‌رسد. شاخه‌های جوان قهوه‌ای متمایل به ارغوانی هستند که با افزایش سن مایل به خاکستری و قهوه‌ای می‌شوند.
گل آن بین ماه‌های ژانویه و مارس شکفته می‌شود. دارای ساقه بسیار کوتاه است.